# 11288 Okunohosomichi
11288 Okunohosomichi eller 1990 XU är en asteroid i huvudbältet som upptäcktes den 10 december 1990 av den japanska astronomen Tsutomu Seki vid Geisei-observatoriet. Den är uppkallad efter Oku no Hosomichi av Basho.
Asteroiden har en diameter på ungefär 11 kilometer och den tillhör asteroidgruppen Eos.